# Santi Girolamo e Giovanni Battista

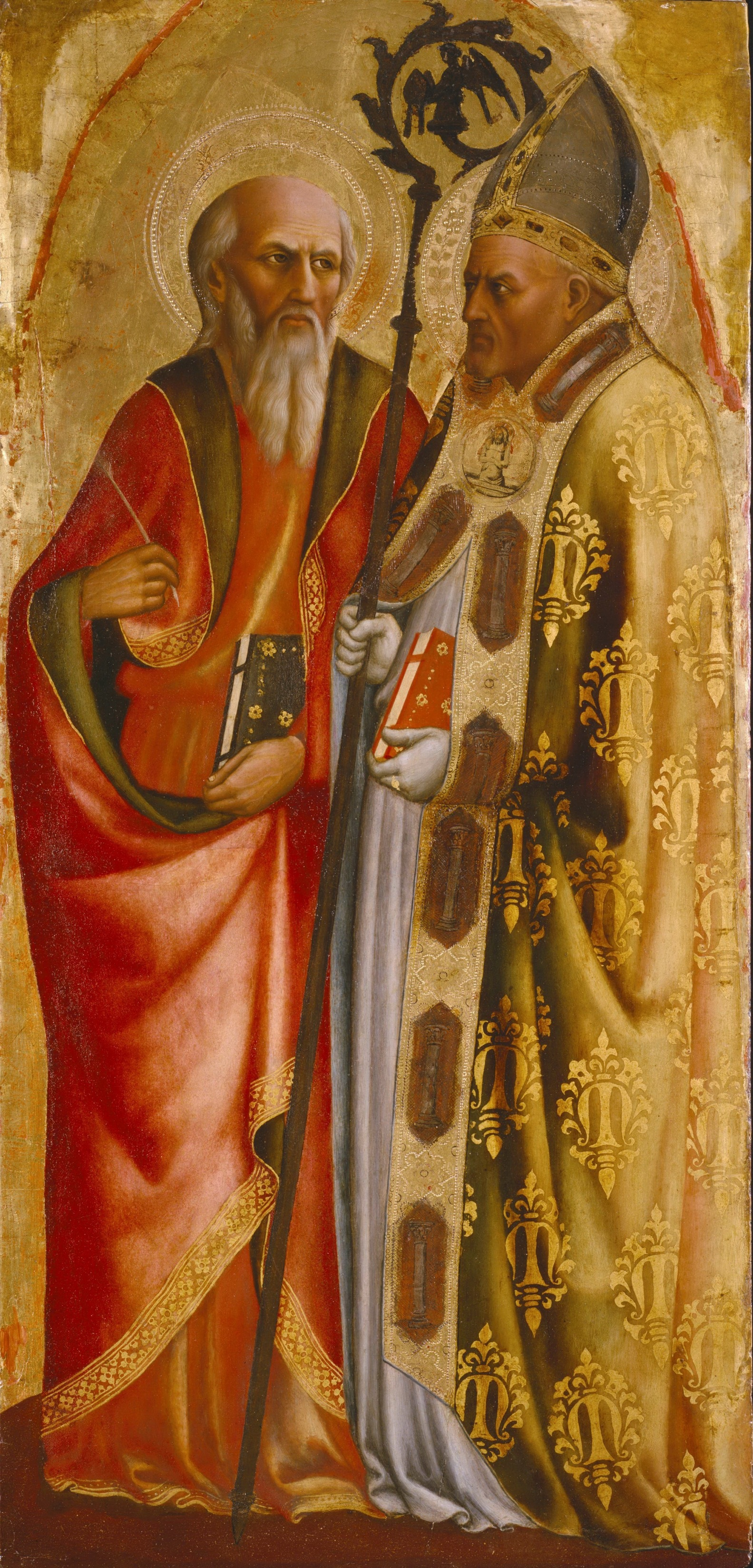
Masolino, Santi Giovanni Evangelista e Martino, Philadelphia, un tempo scomparto destro del recto della pala

I Santi Girolamo e Giovanni Battista è il titolo di un pannello attribuito a Masaccio, facente parte della smembrata Pala Colonna, dipinta assieme a Masolino da Panicale. Si tratta di una tecnica mista (tempera e olio) su tavola (114x55 cm), di datazione incerta, oscillante, a seconda degli studiosi, tra il 1423 e il 1428. È conservata nella National Gallery di Londra assieme al pannello che si trovava sulla faccia opposta, i Santi Gregorio Magno e Mattia di Masolino.

## Storia
Il polittico era destinato originariamente all'altare maggiore della basilica di Santa Maria Maggiore di Roma. L'ipotesi più accreditata è quella che si tratti di un'opera dipinta direttamente a Roma dai due artisti, l'ultima di Masaccio prima della scomparsa, quindi databile ai primi mesi del 1428; altri (come Spike) la legano, a causa dell'iconografia, al giubileo di Papa Martino V del 1423, ponendola quindi come prima opera della collaborazione tra i due artisti, prima della cappella Brancacci e della Sant'Anna Metterza. Secondo alcuni fu commissionata a Masolino, che poi ne delegò una parte al suo assistente Masaccio; secondo altri fu commissionata a Masaccio, il quale disegnò il complesso, per poi venire completata in larga parte da Masolino dopo la sua morte.
Il cardinale Oddone Colonna, eletto nel 1417 come papa Martino V, ponendo fine allo scisma d'Occidente, tra il 1419 e il 1420 si trovava a Firenze, in attesa che Roma fosse sufficientemente sicura a riceverlo. Nella città toscana probabilmente venne in contatto con gli artisti lì attivi: Gentile da Fabriano, Arcangelo di Cola, Lorenzo Ghiberti e probabilmente Masolino. Appena messo piede a Roma Martino V si dedicò subito al compito di riportare la città al suo antico splendore ed indisse un giubileo per il 1423, cui sembrano alludere alcuni particolari iconografici della pala.
La pala venne vista verso la metà del XVI secolo da Giorgio Vasari e Michelangelo Buonarroti, che la trovarono ormai spostata in una piccola cappella vicino alla sacrestia ("cappella Colonna"). Essi, che videro solo una faccia essendo probabilmente addossata a una parete, la ritennero interamente opera di Masaccio, ignorando Masolino.
Nel 1653 la pala Colonna si trovava ormai a palazzo Farnese, con i pannelli segati nello spessore in modo da separare le facce ed avere sei dipinti separati, che in un inventario sono elencati come opere di Beato Angelico. In seguito vennero dispersi e, ricomparsi in momenti diversi sul mercato antiquario, vennero riconosciuti quando ormai erano sparsi in più musei.
I Santi Girolamo e Giovanni Battista passarono nella collezione del cardinale Joseph Fesch tra Parigi e Roma, per poi venire venduti all'asta nel 1845 come opera dell'Angelico. Entrati nella collezione Adair (Flexton Hall, Gran Bretagna), furono acquistati dalla National Gallery nel 1950 ed esposti dal 1951.
Kenneth Clark identificò subito il pannello come opera di Masaccio, ma inspiegabilmente Davies, nel catalogo della galleria del 1961 scrisse che l'opera era pure di Masolino, come riportò di conseguenza il cartellino accanto al quadro per quasi un decennio. Fu solo con l'opera di Roberto Longhi che vennero di nuovo messe in luce le inequivocabili componenti stilistiche legate alla mano di Masaccio, ripristinando l'attribuzione originaria.

## Descrizione e stile
I due santi sono raffigurati come in un serrato dialogo, interagendo con sguardi e gesti. Giovanni Battista, a destra, arriva anche ad indicare la pala centrale con la mano destra. Girolamo invece guarda verso il basso, verso la scena culminante nel pannello che le era accanto, la nevicata miracolosa che precedette la fondazione della basilica di Santa Maria Maggiore, della quale fu dopotutto testimone oculare nel 358.
San Girolamo è rappresentato con il vestito cardinalizio, con in mano un libro (la sua Vulgata, aperta sulla Genesi) e un modellino di chiesa (egli è infatti un "padre della Chiesa"), mentre ai suoi piedi si trova, molto piccolo, il leone a cui avrebbe tolto la spina dalla zampa. San Giovanni Battista è pure raffigurato con alcuni attributi tipici, come la veste di pelliccia, il bastone con la croce e il cartiglio con la scritta "Ecce Agnus Dei". Il bastone, a un'osservazione attenta, si mostra come una esile colonna corinzia: l'emblema dei Colonna, di cui faceva parte Martino V.
Entrambe le figure hanno una fisionomia molto espressiva, lontana dalla tradizione "dolce" del gotico internazionale, con poche concessioni al "grazioso": Girolamo appare altresì severo e arcigno, mentre Giovanni ha un aspetto trasandato e un po' triste, come un qualsiasi popolano. Proprio la ricchezza di osservazioni prese dal quotidiano è un chiaro indizio del pennello di Masaccio, come l'ossuto piede di Giovanni, così saldamente appoggiato al suolo e scorciato alla perfezione. Queste attenzioni lo accomunavano a Donatello, ed è facile confrontare il volto del Crocifisso "contadino" di Santa Croce con il volto del Battista in questa pala. Vasari non mancò di segnalare, pensando forse proprio a questa opera, come Masaccio mise fine all'abitudine "barbara" del gotico di porre le figure come in punta di piedi. Lo stesso Masolino, che utilizzava tali espedienti ad esempio nel San Giuliano del Trittico Carnesecchi (1423-1425), cercò di abbandonare quest'uso nei santi degli altri pannelli della Pala Colonna.
Le due figure di Masaccio non hanno però quella monumentalità "eroica e poderosa" dei personaggi della Cappella Brancacci, il che ha fatto pensare a un'opera anteriore. Vi sono alcuni errori, come il braccio troppo corto, o comunque malamente scorciato di Girolamo.
Notevoli sono gli studi sulla luce realistica, che colpisce le figure dall'angolo sinistro in alto. I raggi si posano sulla spalla del Battista, amplificando, per contrasto cromatico, la distanza tra lui e Girolamo che gli sta davanti; lasciano in ombra metà del viso di Girolamo, per effetto del vistoso cappello; illuminano la parte della gamba del Battista non coperta dal manto; disegnano le ombre sul tappeto di fiorellini selvatici. La rotondità scultorea degli arti del Battista raggiunge un vertice fino ad allora sconosciuto in pittura